# Lamprolepis vyneri
Lamprolepis vyneri är en ödleart som beskrevs av  Robert Walter Campbell Shelford 1905. Lamprolepis vyneri ingår i släktet Lamprolepis och familjen skinkar. Inga underarter finns listade i Catalogue of Life.